# Maouri
Maouiri fou un dels estats hausses del nord-oest de Nigèria. La capital era Guiouaé en mig de la ruta Dosso-Argoungou. L'estat era veí del Djerma al modern Níger i del Dendi al modern Benín (capitals Dosso a Níger i Bounza). Maouiri estava separat del Sokoto per una zona desèrtica.
Va pertànyer al califat de Sokoto d'Osman Dan Fodio des de començaments del segle xix, però se'n va fer independent de facto vers 1860 i va reconèixer la sobirania del serky (rei) de Kabbi que residia a Argoungou. El seu sobirà portava també el títol de serky, però tenia una autoritat molt limitada. El 1891 el va visitar Louis Monteuil. El 1892 Argangou (Kabbi) fou ocupat per Sokoto però Maouiri va restar independent.